# NGC 6957
NGC 6957 (другие обозначения — PGC 65302, ZWG 374.7) — спиральная галактика (Sc) в созвездии Дельфин.
Этот объект входит в число перечисленных в оригинальной редакции «Нового общего каталога».